# 儒略一世
教宗聖儒略一世（拉丁語：Sanctus Iulius PP. I，？—352年4月12日），337年2月6日至352年4月12日在位。

## 譯名列表
- 儒略：天主教香港教區禮儀委員會：禧年專頁 （页面存档备份，存于）作儒略。
- 猶利：香港天主教教區檔案　歷任教宗作猶利。
- 朱利葉斯、尤里烏斯：《大英簡明百科知識庫》2005年版[永久]作朱利葉斯、尤里烏斯。
- 尤利乌斯、朱利叶斯：《世界人名翻譯大辭典》1993年版作朱利叶斯、尤里乌斯。

| 天主教會職銜      | 天主教會職銜               | 天主教會職銜      |
| ----------------- | -------------------------- | ----------------- |
| 前任者： 教宗馬可 | 罗马主教 教宗 337年－352年 | 繼任者： 教宗立柏 |